# Jerzy Przybylski
Jerzy Przybylski (n. 27 aprilie 1923, Lwów, Lwów Voivodeship⁠(d), Polonia – d. 24 iulie 1999, Varșovia, Polonia) a fost un actor polonez de teatru și film.

## Biografie
S-a născut la 27 aprilie 1923 în orașul Lwów (astăzi orașul Lviv, Ucraina), care făcea parte atunci din Polonia. După cel de-al Doilea Război Mondial a fost mai întâi actor-păpușar la Teatrul de Păpuși din Wrocław (1946-1947). Începând din 1948 a jucat timp de un an ca actor la Teatrul Sileziei Inferioare din Wrocław - Jelenia Góra - Świdnica, debutând la 25 septembrie 1948 în rolul Piotr Spada din piesa Sułkowski de Stefan Żeromski, pusă în scenă de regizorul Jerzy Walden. În perioada 1948-1950 a fost, de asemenea, actor la Teatrul Tineretului din Wrocław.
A jucat apoi la Teatrul Litoral din Gdańsk în perioada 1950-1955, iar în anul 1952 a promovat examenul extern de actor. A făcut parte ulterior din trupele următoarelor teatre: Teatrul Poporului din Cracovia-Nowa Huta (1955-1959), Teatrul Vechi din Cracovia (1959-1963), Teatrul „Stefan Jaracz” din Łódź (1963-1967 și 1973-1979), Teatrul Universal din Łódź (1967-1973), Teatrul Național din Varșovia (1979-1982) și Teatrul Universal din Varșovia (1982-1991). A interpretat roluri în numeroase spectacole reprezentate în cadrul Teatrului Radiofonic (din 1953) și al Teatrului de Televiziune (din 1967).
A murit pe 24 iulie 1999 la Varșovia și a fost înmormântat în Cimitirul Powązki din Varșovia (secțiunea 31 wprost-1-9/10).

## Filmografie (selecție)
- Dziewczyna z dobrego domu (1962) − preot canonic, unchiul Joannei
- 1964 Legea și forța (Prawo i piesc), regia Jerzy Hoffman și Edward Skórzewski − „doctorul” Mielecki
- Rękopis znaleziony w Saragossie (1964) − bancherul Moro
- Koniec naszego świata (1964) − Dawid
- Cenușa (1965) - Nikodem Chluka, noul arendaș al moșiei Wygnanka[5]
- Kapitan Sowa na tropie (1965) − Majewski (ep. 2)
- Stawka większa niż życie (1967) - consulul Grandel
- Păpușa (1968) – bancher
- Cum am declanșat Al Doilea Război Mondial (1970) - Hans Langner, un militar german rănit
- Czarne chmury (1973)
- Sanatoriul timpului (1973)
- Śledztwo (1973) − dr. Sciss
- Potopul (1974) – Burchard Müller
- Pământul făgăduinței (1975) – medicul lui Buchholz
- Amenințarea (1976)
- Zmiennicy (1986) – Gonschorek, președintele societății Freundschaft, traficant de narcotice
- Prominent (1990) – Jan Górski, membru al Biroului Politic al Partidului Muncitoresc Unit Polonez

## Premii
- Premiul pentru cel mai bun actor la ediția a IV-a a Festivalului Teatral de la Kalisz pentru rolul titular în piesa Malatesta de Henry de Montherlant și premiul ziarului Gazeta Poznańska pentru rolul Krauze în piesa Pielęgniarz la Teatrul „Stefan Jaracz” din Łódź (1964)[3]
- Premiul pentru cel mai bun actor la ediția a V-a a Festivalului Teatral de la Kalisz pentru rolul Schmidt în piesa Ultima stație de Erich Maria Remarque la Teatrul „Stefan Jaracz” din Łódź (1965)[3]
- Premiul pentru cel mai bun actor la ediția a VI-a a Festivalului Teatral de la Kalisz pentru rolul Georg în piesa Cui i-e frică de Virginia Woolf? de Edward Albee la Teatrul „Stefan Jaracz” din Łódź (1966)[3]
- Premiul Comitetului Radiodifuziunii și Televiziunii Poloneze pentru rolul Gabriel Narutowicz în spectacolul de televiziune Siedem dni Prezydenta (1968)[1][3]
- Premiul Inelul de argint la Festivalul Cântecului Militar (1977)[3]